# Cinachyrella tarentina
Cinachyrella tarentina är en svampdjursart som först beskrevs av Gustavo Pulitzer-Finali 1983.  Cinachyrella tarentina ingår i släktet Cinachyrella och familjen Tetillidae. Inga underarter finns listade i Catalogue of Life.